# Эльферфельдт, Харальд фон
Харальд фрайхерр фон Эльферфельдт (нем. Harald Freiherr von Elverfeldt; 6 февраля 1900 — 6 марта 1945) — генерал армии Вермахта нацистской Германии во время Второй Мировой Войны, который командовал 9-й танковой дивизией.

## Биография
Родился в семье дипломата. Имеет дворянское происхождение.
Участник Первой мировой войны. Его героизм на полях сражений в апреле 1919 года был отмечен Железным крестом II степени.
Считался восходящей звездой немецкой армии и быстро продвигался по карьерной лестнице. Служил начальником оперативного отдела штаба 3-й легкой (впоследствии — 8-й танковой) дивизии (1938—1940), начальником оперативного отдела штаба XV танкового корпуса (1940—1941), начальником штаба LVI танкового корпуса (1941—1943), начальником штаба 9-й армии (январь — август 1943 года), начальником штаба 17-й армии (1943—1944) и преподавателем Военной академии в Берлине (1944). После отставки генерал-майора Герхарда Мюллера 16 сентября 1944 года был назначен начальником 9-й танковой дивизией.
Он был награждён Рыцарским крестом Железного Креста 9 декабря 1944 года. Погиб 6 марта 1945 года в уличных боях близ Кёльна. Посмертно награждён дубовыми листьями к Рыцарскому кресту и произведен в генерал-лейтенанты.

## Награды
- Железный крест 2-го класса (17 апреля 1919)
- Нагрудный знак «За ранение» (1918) чёрный
- Почётный крест Первой мировой войны 1914/1918 с мечами (21 декабря 1934)
- Пряжка к Железному кресту 2-го класса (29 сентября 1939)
- Железный крест 1-го класса (8 октября 1939)
- Нагрудный знак «За ранение» (1939) в серебре
- Медаль «За зимнюю кампанию на Востоке 1941/42» (5 августа 1942)
- Немецкий крест в золоте (16 марта 1942)
- Рыцарский крест Железного креста с дубовыми листьями
  - рыцарский крест (9 декабря 1944)
  - дубовые листья (№ 801) (посмертно, 23 марта 1945)